# Viola umbraticola
Viola umbraticola — вид квіткових рослин з родини фіалкових. Це багаторічна рослина, що поширена в Аризоні (США) та пн., цн., пд.-зх. Мексиці.

## Середовище проживання
Росте у хвойних лісах, часто біля основи кущів або дерев у щільному сосновому пуху.

## Біоморфологічна характеристика
Це трав'яниста багаторічна рослина до 11 см заввишки зі здерев'янілим стрижневим коренем. Стебла відсутні. Листки прості, прикореневі, старші зазвичай притиснуті до землі; листкові ніжки 10–80 мм завдовжки, запушені; листкова пластинка 10–40 мм завдовжки, 10–35 мм завширшки, від яйцюватої до довгастої форми, часто з пурпуровими крапками на верхній і нижній поверхнях, верхня поверхня зазвичай гола, нижня запушена, край городчастий або зазубрений, кінчик тупий. Квітконіжки до 8 см завдовжки, запушені. Пелюстки: від синіх до фіолетових кінчиків, білуваті біля основи, бічні 2 пелюстки світло-блакитні, фіолетові кінчики, бородаті, нижня пелюстка (включаючи шпору) довжиною 9–16 мм, шпора подовжена, помітна, пряма, 2.5–4 мм. Плід 4–11 мм, голий. Насіння ≈ 15–20, зазвичай яйцеподібне. 